# Tour der New South Wales Waratahs nach Neuseeland 1923
| Tour der New South Wales Waratahs nach Neuseeland 1923 | Tour der New South Wales Waratahs nach Neuseeland 1923 | Tour der New South Wales Waratahs nach Neuseeland 1923 | Tour der New South Wales Waratahs nach Neuseeland 1923 | Tour der New South Wales Waratahs nach Neuseeland 1923 |
| Übersicht                                              | S                                                      | G                                                      | U                                                      | N                                                      |
| ------------------------------------------------------ | ------------------------------------------------------ | ------------------------------------------------------ | ------------------------------------------------------ | ------------------------------------------------------ |
| Test Matches                                           | 03                                                     | 0                                                      | 0                                                      | 3                                                      |
| Sonstige Spiele                                        | 07                                                     | 2                                                      | 0                                                      | 5                                                      |
| Gesamt                                                 | 10                                                     | 2                                                      | 0                                                      | 8                                                      |
|                                                        |                                                        |                                                        |                                                        |                                                        |
| Neuseeland                                             | 3                                                      | 0                                                      | 0                                                      | 3                                                      |

Die Tour der New South Wales Waratahs nach Neuseeland 1923 umfasste eine Reihe von Freundschaftsspielen der New South Wales Waratahs, des Auswahlteams des australischen Regionalverbandes New South Wales Rugby Union in der Sportart Rugby Union. Das Team reiste im August und September 1923 durch Neuseeland und bestritt zehn Spiele. Dazu gehörten drei Begegnungen mit den All Blacks, der neuseeländischen Nationalmannschaft. Mit insgesamt acht Niederlagen war die Tour wenig erfolgreich.
Nach dem Ersten Weltkrieg war der Rugby-Union-Spielbetrieb in Australien zunächst nur in New South Wales wieder aufgenommen worden (viele Spieler wechselten zu Rugby League, vor allem in Queensland), sodass offizielle Test Matches der australischen Nationalmannschaft erst 1929 wieder stattfanden. 1986 sprach die Australian Rugby Union den Spielen, die die Waratahs zwischen 1920 und 1928 gegen internationale Mannschaften bestritten hatten, den Status von Test Matches zu und wertet sie seither für Australien, während die New Zealand Rugby Union diese Spiele bis heute nicht als solche anerkennt.

## Spielplan
- Hintergrundfarbe grün = Sieg
- Hintergrundfarbe rot = Niederlage

(Ergebnisse aus der Sicht der Waratahs)
| #  | Datum              | Gegner                                                      | Ort          | Stadion                | Ergebnis |
| -- | ------------------ | ----------------------------------------------------------- | ------------ | ---------------------- | -------- |
| 01 | 18. August 1923    | Wellington / Manawatu Rugby Union                           | Wellington   | Athletic Park          | 16:29    |
| 02 | 22. August 1923    | South Canterbury Rugby Football Union                       | Timaru       | Caledonian Ground      | 23:16    |
| 03 | 25. August 1923    | Neuseeland                                                  | Dunedin      | Carisbrook             | 9:19     |
| 04 | 29. August 1923    | Southland Rugby Football Union                              | Invercargill | Rugby Park Stadium     | 9:31     |
| 05 | 01. September 1923 | Neuseeland                                                  | Christchurch | Lancaster Park         | 6:34     |
| 06 | 05. September 1923 | Hawke’s Bay / Poverty Bay & East Coast Rugby Football Union | Napier       | McLean Park            | 15:32    |
| 07 | 08. September 1923 | Auckland & North Auckland Rugby Football Union              | Auckland     | Eden Park              | 11:27    |
| 08 | 12. September 1923 | Bay of Plenty & Thames Valley & Waikato Rugby Union         | Hamilton     | Claudelands Showground | 11:5     |
| 09 | 15. September 1923 | Neuseeland                                                  | Wellington   | Athletic Park          | 11:38    |
| 10 | 19. September 1923 | Bush & Wairarapa Rugby Football Union                       | Masterton    | Solway Showgrounds     | 8:14     |

## Anmerkung
1. 1 2 3 4 5  Wird nur vom australischen Verband als Test Match anerkannt, jedoch nicht vom neuseeländischen Verband.